# Банкрофт (Мічиган)
Банкрофт (англ. Bancroft) — селище (англ. village) в США, в окрузі Шаявассі штату Мічиган. Населення — 484 особи (2020).

## Географія
Банкрофт розташований за координатами 42°52′36″ пн. ш. 84°3′57″ зх. д. / 42.87667° пн. ш. 84.06583° зх. д. (42.876554, -84.065700).  За даними Бюро перепису населення США в 2010 році селище мало площу 1,51 км², з яких 1,49 км² — суходіл та 0,02 км² — водойми.

## Демографія
Згідно з переписом 2010 року, у селищі мешкало 545 осіб у 191 домогосподарстві у складі 142 родин. Густота населення становила 360 осіб/км².  Було 214 помешкання (141/км²).
Расовий склад населення:
| - 97,4 % — білих - 0,7 % — корінних американців - 0,6 % — чорних або афроамериканців |

До двох чи більше рас належало 1,1 %. Частка іспаномовних становила 1,1 % від усіх жителів.
За віковим діапазоном населення розподілялося таким чином: 27,2 % — особи молодші 18 років, 63,6 % — особи у віці 18—64 років, 9,2 % — особи у віці 65 років та старші. Медіана віку мешканця становила 35,9 року. На 100 осіб жіночої статі у селищі припадало 106,4 чоловіків;  на 100 жінок у віці від 18 років та старших — 99,5 чоловіків також старших 18 років.
Середній дохід на одне домашнє господарство  становив 49 363 долари США (медіана — 40 625), а середній дохід на одну сім'ю — 50 296 доларів (медіана — 43 281). Медіана доходів становила 29 896 доларів для чоловіків та 26 146 доларів для жінок. За межею бідності перебувало 21,2 % осіб, у тому числі 28,0 % дітей у віці до 18 років та 3,8 % осіб у віці 65 років та старших.
Цивільне працевлаштоване населення становило 245 осіб. Основні галузі зайнятості: виробництво — 24,9 %, освіта, охорона здоров'я та соціальна допомога — 18,4 %, роздрібна торгівля — 11,4 %, науковці, спеціалісти, менеджери — 9,0 %.